# Cselepák Balázs
Cselepák Balázs (Miskolc, 1987. június 19. –) magyar színész, énekes.

## Életpályája
A Diósgyőri Gimnáziumban érettségizett, később a gyöngyösi főiskolán tanult tovább. Többször szerepelt a Nemzeti Lovas Színház előadásaiban. 2016-2022 között a Győri Nemzeti Színház színésze volt.
2010-ben szerepelt az X-Faktor, 2012-ben a The Voice című tehetségkutató műsorban.

## Fontosabb színházi szerepei

### Győri Nemzeti Színház
- Ödön von Horváth: A végítélet napja – Favágó
- Marc Norman – Tom Stoppard – Lee Hall: Szerelmes Shakespeare – Frees/Capuletné/Csónakos
- Jávori Ferenc Fegya – Miklós Tibor – Kállai István – Böhm György: Menyasszonytánc – Gáspár
- Szilágyi Andor: Leánder és Lenszirom – Mar – Szúr hercege
- Lévay Szilveszter – Michael Kunze: Elisabeth – Andrássy Gyula gróf
- Tasnádi István: Szibériai csárdás – Vass Jenő
- Szörényi Levente – Bródy János: István, a király – Koppány
- Ábrahám – Löhner-Beda – Grünwald: Bál a Savoyban – Riporter
- Boris Pasternak: Doktor Zsivágó – 2.katona
- Beatles.hu
- Rice-Webber: Jézus Krisztus szupersztár – 1.pap
- Andersson – Rice-Ulvaeus: Sakk
- Wildhorn – Bricusse: Jekyll & Hyde

### Bánfalvy Stúdió
- Jim Jacobs – Warren Casey: Grease – Roger

### Miskolci Nemzeti Színház
- Hugo – Boublil – Schönberg: A nyomorultak – Enjoiras
- Fenyő Miklós – Novai Gábor – Bőhm György – Korcsmáros György: Hotel Menthol – Steksz
- Tim Rice – Andrew Lloyd Webberː Jézus Krisztus szupersztár – Simon

### Vörösmarty Színház
- Forgács Péter – Kováts Gergely Csanádː Beatles.hu – Őrjöngő rocker, szülinapi cukrász